# Two Point Hospital
Two Point Hospital — компьютерная игра в жанре экономического симулятора, разработанная британской студией Two Point Studios и изданная компанией Sega. Игра вышла 30 августа 2018 года для операционных систем Windows, macOS, Linux и 25 февраля 2020 года для PlayStation 4, Xbox One и Nintendo Switch. В Two Point Hospital игрок должен создать в городке под названием Две Вершины больницу и управлять ей, руководя осмотром и лечением больных. Игра в значительной степени напоминает Theme Hospital (1997); двое основателей Two Point Studios — Марк Уэбли и Гэри Карр — входили в число создателей Theme Hospital. Продолжение Two Point Campus вышло в 2022 году.

## Разработка
Согласно интервью, опубликованному PC Gamer, Уэбли и Карр рассматривают свою разработку как новую игру, а не выпуск с новым оформлением чего-то, что они делали раньше. Подобно Theme Hospital, Two Point Hospital содержит карикатурных персонажей и юмористически оформленные болезни — так, в игре присутствует «просветит» (англ. Light-Headedness, созвучно с англ. lightheadness — «головокружение»), болезнь с превращением головы в электрическую лампочку; другие болезни для игры также придуманы на основе каламбуров. Визуальный стиль игры напоминает пластилиновую анимацию; применение трёхмерной графики позволило её создателям реализовать многие возможности, отсутствовавшие в старой двухмерной игре — например, анимацию и жесты персонажей при взаимодействии друг с другом.
Помимо режима игры для одного игрока, Two Point Hospital также должна содержать возможности многопользовательской игры — как кооперативной, так и соревновательной. Разработчики рассчитывают в будущем после выпуска ввести в игру поддержку пользовательских модификаций.

## Отзывы критиков
| Сводный рейтинг    | Сводный рейтинг                                    |
| Агрегатор          | Оценка                                             |
| ------------------ | -------------------------------------------------- |
| GameRankings       | 86,80 %                                            |
| Metacritic         | 83/100 (PC) 82/100 (PS4) 84/100 (XONE) 85/100 (NS) |
| OpenCritic         | 93 %                                               |
| «Критиканство»     | 72/100                                             |
| Иноязычные издания |                                                    |
| Издание            | Оценка                                             |
| Eurogamer          | «Recommended»                                      |
| Game Informer      | 7,5/10                                             |
| GameSpot           | 8/10                                               |
| GamesRadar+        | [ 16 ]                                             |
| Hardcore Gamer     | 4,5/5                                              |
| IGN                | 8,4/10                                             |
| Nintendo Life      | 9/10                                               |
| PCGamesN           | 7/10                                               |
| PC Gamer (US)      | 87/100                                             |
| Push Square        | 8/10                                               |
| Shacknews          | 9/10                                               |
| The Games Machine  | 8,5/10                                             |

Two Point Hospital получила «в основном положительные» отзывы от критиков согласно сайту-агрегатору рецензий Metacritic. По данным OpenCritic, 93 % критиков рекомендовали эту игру.